# Wortelblokkade
Een wortelblokkade is een behandeling om de pijn in het verloop van een bepaalde zenuwwortel te verminderen.
De behandeling kan plaatsvinden ter hoogte van de nek bij een nekhernia, de borstkas of de lage rug bij rughernia's. Voor de behandeling wordt vanaf de rug een holle naald bij de zenuwwortel in de ruggengraat geplaatst. De arts volgt het plaatsen van de naald met behulp van een röntgenapparaat. Door de holle naald worden vervolgens contrastvloeistof en verdovingsvloeistof ingespoten, waarna corticosteroïden bij de zenuwwortel worden ingespoten, waardoor zwelling en ontsteking van het zenuwweefsel afnemen.